# 12-Stunden-Rennen von Sebring 1976

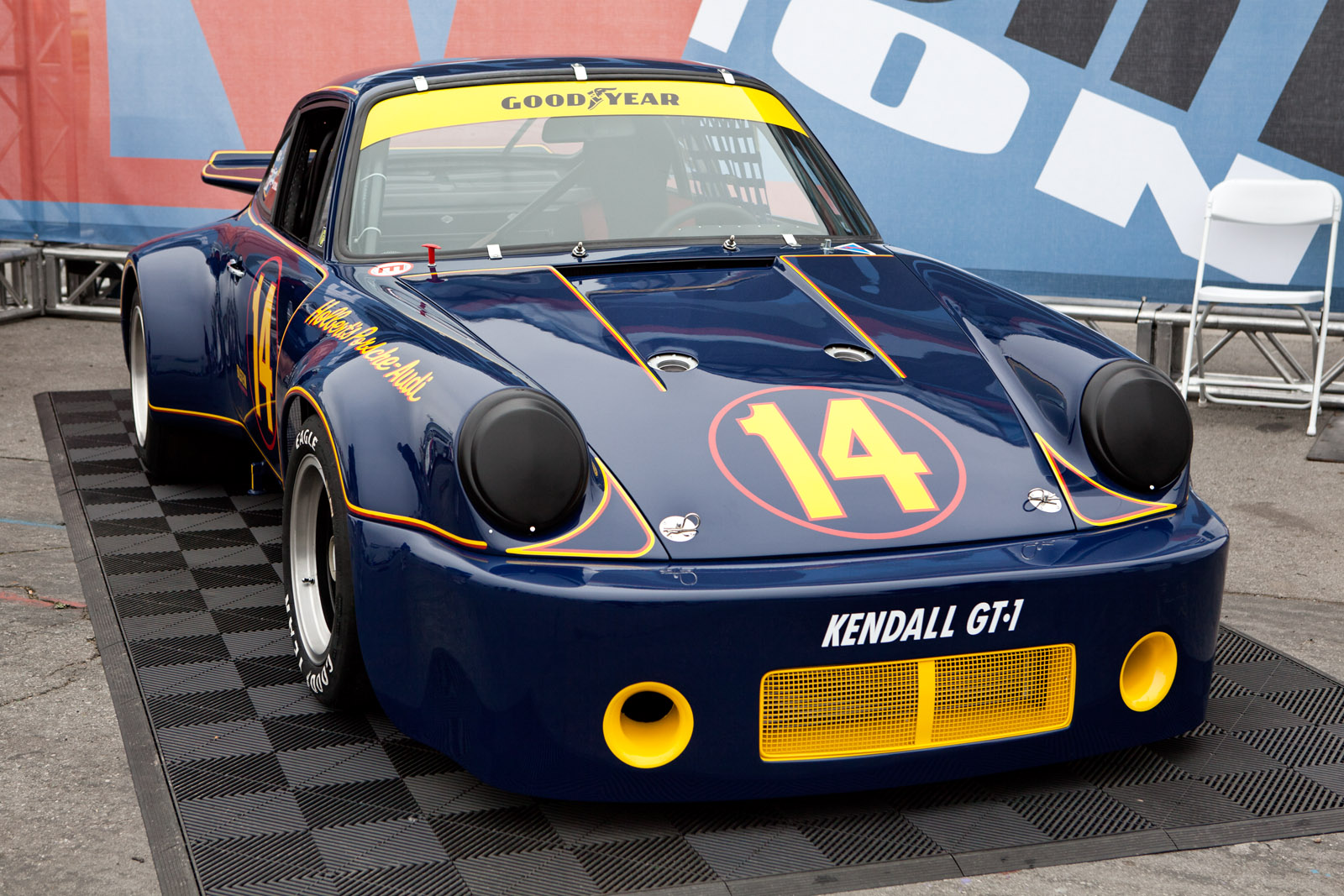
Porsche Carrera RSR, Startnummer 14; Siegerwagen von Al Holbert und Michael Keyser

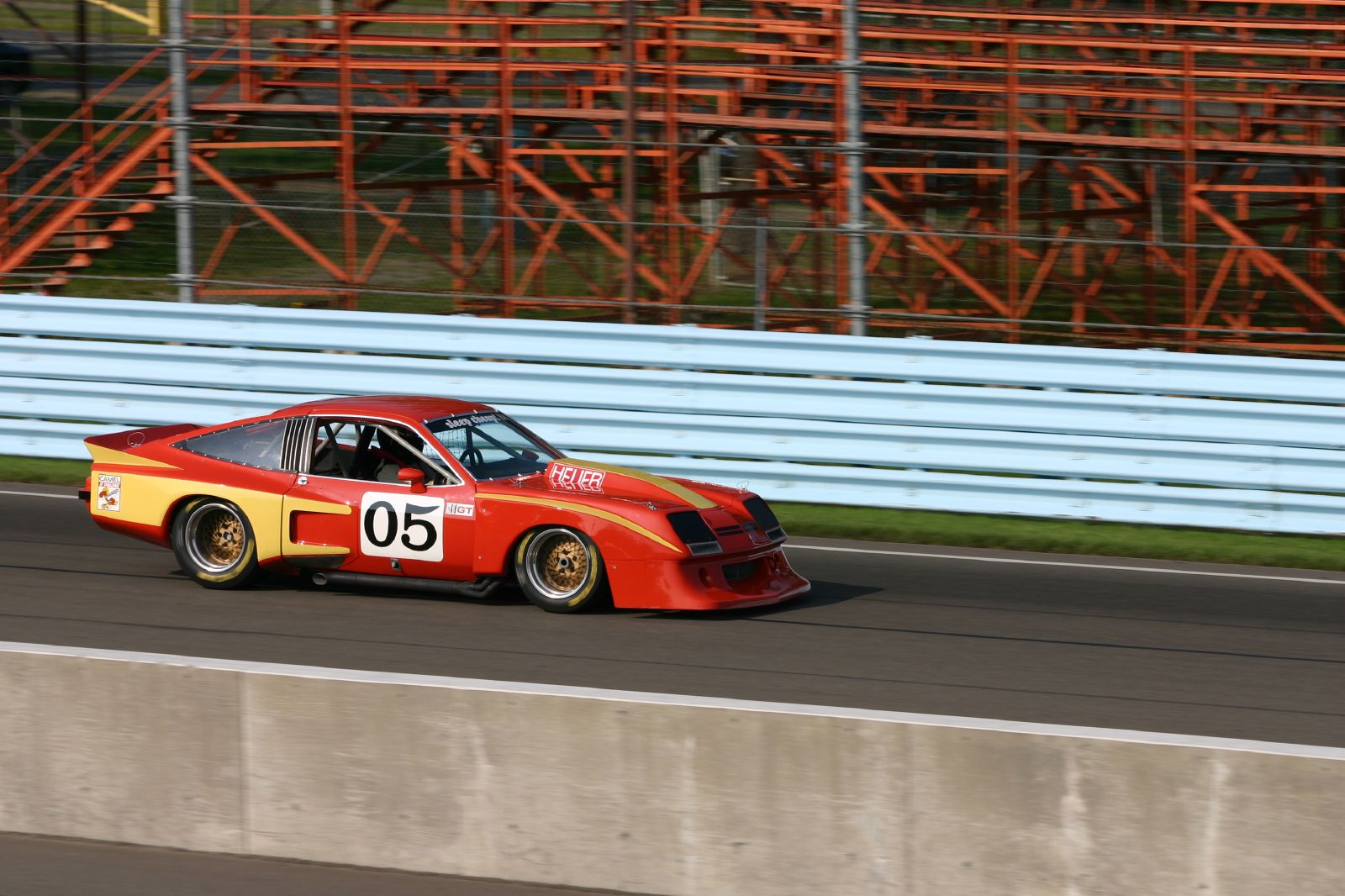
Der Chevrolet Monza von Jim Trueman und Bobby Rahal, der nach 63 gefahrenen Runden nach einem Aufhängungsbruch ausschied

Das 24. 12-Stunden-Rennen von Sebring, auch Sebring 76 Twelve Hours of Endurance (Camel GT Challenge), Sebring, fand am 20. März 1976 auf dem Sebring International Raceway statt und war der zweite Wertungslauf der IMSA-GT-Serie dieses Jahres.

## Das Rennen
1976 hatte sich das Rennen nach den Unbilden der letzten Jahre als IMSA-Event etabliert. Auch die Offiziellen der Fédération Internationale de l’Automobile hatten ein Einsehen und verliehen dem Rennen wieder den FIA-Status. Außerdem erklärten sie die Veranstaltung zum Kandidaten zur Wiederaufnahme in die Sportwagen-Weltmeisterschaft. In diesem Jahr zählte das Rennen jedoch ausschließlich zur IMSA-GT-Serie. Das Eröffnungsrennen dieser Rennserie, das 24-Stunden-Rennen von Daytona am 1. Februar am Daytona International Speedway, gewannen Peter Gregg, Brian Redman und John Fitzpatrick auf einem von BMW of North America gemeldeten Werks-BMW 3.0 CSL.
Wie in den beiden ersten Jahren unter dem Dach der IMSA traf auch in diesem Jahr eine Fülle von Amateur-Rennfahrer auf Profipiloten. Promoter und Veranstalter war wie im Vorjahr der US-amerikanische Rennfahrer und Rennstallbesitzer John Greenwood.
Um den Gesamtsieg kam es erneut zum Dreikampf der Marken BMW, Porsche und Chevrolet mit Fahrzeugen in den Rennklassen GTO und GTU. Vorjahressieger BMW meldete zwei 3.0 CSL, die von Peter Gregg, Hurley Haywood, David Hobbs und dem NASCAR-Piloten Benny Parsons gefahren wurden. Die Gruppe der Chevrolet Corvettes wurde von John Greenwood abgeführt. Dazu kamen eine Menge Porsche Carrera RSR und 911er.
Die schnellste Trainingszeit erzielte Greenwood in der Corvette mit der Startnummer 76 und einer Zeit von 2:47,937 Minuten. Dies entsprach einer Durchschnittsgeschwindigkeit von 179,394 km/h. Greenwood führte auch die ersten 15 Runden am Renntag, dann wurde er von Hobbs im BMW abgelöst. Nach 63 Runden übernahm Michael Keyser, der sich das Cockpit eines Carrera RSR mit Al Holbert teilte, die Spitze. Wenig später kollidierte er in der Haarnadelkurve mit einem anderen Fahrzeug und drehte sich. Die nachfolgende Reparatur kostete dem Team drei Runden. Bis zur Halbzeit lagen fünf verschiedene Teams in Führung, die allesamt nicht gewinnen konnten. Am Ende triumphierten trotz ihres Unfalls Keyser und Holbert und siegten mit zwei Runden Vorsprung auf ein weiteres Porsche-Team.

## Ergebnisse

### Schlussklassement
| 1               | GTO | 14 | G. W. Dickinson Holbert Porsche-Audi | Al Holbert Michael Keyser                               | Porsche Carrera RSR | 230 |
| 2               | GTO | 11 | Dallas Heyser SL-1                   | John Gunn Carson Baird                                  | Porsche Carrera RSR | 228 |
| 3               | GTO | 30 | John McClelland                      | Roberto Quintanilla Roberto González                    | Porsche Carrera RSR | 227 |
| 4               | GTO | 56 | Spirit of Colorado Hagestad Porsche  | Bob Hagestad Jerry Jolly                                | Porsche Carrera RSR | 224 |
| 5               | GTO | 58 | Diego Febles Racing                  | Diego Febles Hiram Cruz                                 | Porsche Carrera     | 222 |
| 6               | GTO | 44 | Mauricio de Narváez                  | Mauricio de Narváez Albert Naon John Freyre             | Porsche Carrera     | 221 |
| 7               | GTO | 59 | BMW Motorsport North America         | Peter Gregg Hurley Haywood                              | BMW 3.0 CSL         | 217 |
| 8               | GTO | 61 | Brumos Porsche-Audi                  | Jim Busby Carl Shafer                                   | Porsche Carrera RSR | 210 |
| 9               | GTU | 67 | Havatampa Cigar                      | Dave White David McClain                                | Porsche 911S        | 209 |
| 10              | GTO | 92 | Oest-Tillson Racing                  | Dieter Oest Mike Tillson                                | Porsche Carrera     | 208 |
| 11              | GTO | 91 | Adams Apple                          | Juan Carlos Bolaños Billy Sprowls Eduardo Lopez Negrete | Porsche Carrera RSR | 206 |
| 12              | GTU | 07 | Charles Mendez                       | Charles Mendez Dave Cowart                              | Porsche 911T        | 206 |
| 13              | GTU | 50 | Motex Auto                           | Fritz Hochreuter Willy Goebbels Hans Berner             | Porsche 911S        | 200 |
| 14              | GTU | 51 | Max Dial Porsche-Audi                | Robert Kirby John Hotchkis Len Jones                    | Porsche 914/6       | 198 |
| 15              | GTO | 06 | Chitwood Racing                      | Tim Chitwood Vince Gimondo                              | Chevrolet Camaro    | 191 |
| 16              | GTU | 17 | Carlos Moran                         | Carlos Moran Bob Fine Enrique Molins                    | Porsche 911S        | 185 |
| 17              | GTO | 7  | Team Sebring Racing                  | Bob Gray Terry Keller                                   | Chevrolet Corvette  | 185 |
| 18              | GTO | 78 | Ignacio Gonzalez                     | Luis Sereix Ignacio Gonzalez Gus Robayna                | Chevrolet Camaro    | 178 |
| 19              | GTO | 86 | Hugh Kleinpeter                      | Hugh Kleinpeter Ron Goldleaf                            | De Tomaso Pantera   | 176 |
| 20              | GTU | 87 | R. Mandella                          | John Thomas Jim Cook                                    | Porsche 914/6       | 174 |
| 21              | GTO | 52 | Starbrite                            | John Tunstall Chuck Wade                                | Porsche Carrera RSR | 173 |
| 22              | GTU | 27 | Jack Refenning                       | Ray Mummery Jack Refenning George Van Arsdale           | Porsche 911S        | 170 |
| 23              | GTU | 90 | Ray Walle Mazda                      | Tom Reddy Tom Davey                                     | Mazda Cosmo         | 168 |
| 24              | GTU | 8  | Automobiles International            | Anatoly Arutunoff José Marina Jack May                  | Lotus Europa        | 162 |
| 25              | GTU | 3  | Bart Hartman                         | Bart Hartman Mark Domiteaux Donald Flores Tom Turner    | Austin Marina       | 159 |
| 26              | GTU | 38 | Paul Spruell                         | Paul Spruell Walter Johnston Jan Petersen               | Alfa Romeo Alfetta  | 158 |
| 27              | GTO | 15 | Garcia Brothers Racing               | Javier Garcia George Garcia                             | Chevrolet Corvette  | 157 |
| 28              | GTU | 5  | Richard Weiss                        | Raymond Gage John Emig Pedro Velasquez                  | Porsche 911S        | 150 |
| 29              | GTU | 54 | Spirit Racing                        | Hal Sahlman Steve Southard Alex Job                     | Porsche 914/6       | 141 |
| 30              | GTO | 81 | Dave Smith                           | Dave Smith Don Herman                                   | Chevrolet Corvette  | 139 |
| 31              | GTO | 82 | Tom Ross                             | Tom Ross Jim Weber                                      | Ford Mustang        | 138 |
| 32              | GTO | 41 | Jones Industries Racing              | Herb Jones Steve Faul                                   | Chevrolet Camaro    | 113 |
| 33              | GTO | 49 | Neil Potter                          | Neil Potter William Boyer                               | Ford Mustang        | 112 |
| 34              | GTU | 31 | Juan Montalvo                        | Juan Montalvo Jim Grob                                  | Ford Escort         | 102 |
| Ausgefallen     |     |    |                                      |                                                         |                     |     |
| 35              | GTU | 77 | Bruce Jennings                       | Bruce Jennings Bob Beasley                              | Porsche 911S        | 195 |
| 36              | GTO | 72 | Bill Arnold                          | Bill Arnold Carl Thompson                               | Chevrolet Corvette  | 182 |
| 37              | GTO | 72 | Richard Bostyan                      | Jerry Thompson Richard Bostyan Donald Yenko             | Chevrolet Corvette  | 144 |
| 38              | GTU | 99 | George Shafer                        | George Shafer Al Crookston Dick Scott                   | Datsun 240Z         | 129 |
| 39              | GTU | 03 | Bavarian Motors                      | Alf Gebhardt Sepp Grinbold Bruno Beilcke                | BMW 2002            | 126 |
| 40              | GTU | 55 | Charles Kleinschmidt                 | Charles Kleinschmidt Jack Andrus                        | MGB GT              | 110 |
| 41              | GTU | 34 | George Drolsom                       | George Drolsom Bob Nagel                                | Porsche 911S        | 106 |
| 42              | GTO | 43 | Ecurie Escargot                      | John O’Steen Dave Helmick                               | Porsche Carrera RSR | 102 |
| 43              | GTU | 64 | Miller & Norburn                     | Nick Craw John Morton Joe Peacock                       | BMW 2002            | 102 |
| 44              | GTU | 22 | Tony Lilly                           | Tony Lilly Frank Marrs                                  | Lotus Europa        | 97  |
| 45              | GTO | 47 | Clay Young                           | Eddie Johnson Clay Young Gene Felton                    | Chevrolet Camaro    | 96  |
| 46              | GTU | 08 | Stiles Construction                  | Ron Oyler Ken Braun Guy Church                          | Renault R12         | 91  |
| 47              | GTO | 24 | BMW Motorsport North America         | David Hobbs Benny Parsons                               | BMW 3.0 CSL         | 90  |
| 48              | GTO | 68 | Mike Meldeau                         | Mike Meldeau Bill McDill                                | Chevrolet Camaro    | 79  |
| 49              | GTO | 21 | Richard Stone                        | Richard Stone Greg Gillingham Frank Fine                | Shelby GT350        | 78  |
| 50              | GTU | 42 | Bob Hindson Racing                   | Bob Hindson Frank Carney Dick Davenport                 | Porsche 911S        | 77  |
| 51              | GTO | 96 | Mike Williamson                      | Mike Williamson Lawrence Pleasants Charles Gano         | Chevrolet Camaro    | 74  |
| 52              | GTO | 97 | Jim Alspaugh                         | Jim Alspaugh Bill McVey                                 | Chevrolet Corvette  | 64  |
| 53              | GTO | 05 | Red Roof Inns Jim Trueman            | Jim Trueman Bobby Rahal                                 | Chevrolet Monza     | 63  |
| 54              | GTO | 12 | Paul Bowden Racing                   | Ford Smith Bennett Aiken                                | Chevrolet Camaro    | 62  |
| 55              | GTU | 60 | Rusty Bond                           | Rusty Bond Ren Tilton                                   | Porsche 911S        | 58  |
| 56              | GTU | 02 | Bill Scott                           | Bill Scott Milt Minter                                  | VW Scirocco         | 54  |
| 57              | GTO | 29 | Hoyt Overbagh                        | Bud Wamsley Guy Thomas                                  | Chevrolet Corvette  | 51  |
| 58              | GTO | 46 | Ahmed Valhuerdi                      | Manuel Quintana Luis Mendez Ahmed Valhuerdi             | Shelby GT350        | 50  |
| 59              | GTO | 73 | Howey Farms                          | David Crabtree Howey Farms                              | Chevrolet Corvette  | 47  |
| 60              | GTO | 39 | Wiley Doran                          | Wiley Doran Gary Belcher                                | Chevrolet Corvette  | 46  |
| 61              | GTO | 04 | Bill Nelson                          | Dale Kreider Stephen Bond                               | Pontiac Astre       | 46  |
| 62              | GTO | 18 | Terry Wolters                        | Terry Wolters Wayne Miller Joe Castellano               | Chevrolet Camaro    | 39  |
| 63              | GTO | 66 | Big Apple Racing Champale            | Stephen Behr Janet Guthrie                              | Chevrolet Monza     | 38  |
| 64              | GTO | 76 | Levitt Racing Spirit of Sebring      | John Greenwood Mike Brockman                            | Chevrolet Corvette  | 36  |
| 65              | GTU | 26 | Bonky Fernandez                      | Mandy Gonzalez Bonky Fernandez Mike Ramirez             | Lotus Elan          | 28  |
| 66              | GTU | 17 | Aubrey Bowles                        | Aubrey Bowles Fred Rose                                 | Porsche 911S        | 21  |
| 67              | GTO | 40 | Robert Shulnberg                     | Bud Sherk Robert Shulnberg Emory Donaldson              | Chevrolet Corvette  | 11  |
| 68              | GTU | 63 | Luis Mendez                          | Luis Mendez Tony Canahuate Rene Rodriguez               | BMW 2002            | 11  |
| 69              | GTO | 36 | Motorcito Racing                     | Tico Almeida Pepe Romero                                | Chevrolet Camaro    | 10  |
| 70              | GTU | 01 | William Frates                       | William Frates Craig Ross Spencer Buzbee                | Datsun 240Z         | 6   |
| 71              | GTO | 9  | Tony Ansley                          | Tony Ansley Ron Connelly                                | Chevrolet Corvette  | 6   |
| 72              | GTO | 79 | Don Nooe                             | Don Nooe Richard Gahn                                   | Shelby GT350        | 2   |
| 73              | GTO | 71 | Ralph Noseda                         | Ralph Noseda Richard Small                              | Chevrolet Camaro    | 1   |
| 74              | GTO | 33 | John Carusso                         | Dennis Stefl John Carusso                               | Chevrolet Corvette  | 1   |
| 75              | GTU | 75 | Skip Grenier                         | Skip Grenier Kevin Quigley Roger Ragland                | Mazda RX-2          | 1   |
| Nicht gestartet |     |    |                                      |                                                         |                     |     |
| 76              | GTO | 2  | Harry Theodoracopulos                | Harry Theodoracopulos Michel Jourdain                   | Chevrolet Monza     | 1   |
| 77              | GTU | 4  | C.A.C.I.                             | Bob Bergstrom Bill Shaw Martin Palmer                   | Honda Civic         | 2   |
| 78              | GTO | 37 | Rick Mancuso                         | Irwin Jann Burt Greenwood Rick Mancuso                  | Chevrolet Corvette  | 3   |
| 79              | GTU | 83 | Jim Logan                            | Jim Logan Bobbie Johnson                                | BMW CSL             | 4   |
| 80              | GTO | 93 | J. E. Logan                          | Larry Flynn Larry Bock                                  | Chevrolet Camaro    | 5   |
| 81              | GTO | 95 |                                      | John Freyre Donald Yenko                                | Chevrolet Camaro    | 6   |

1 Spurstangendefekt vor dem Rennen
2 Unfall im Training
3 Unfall im Training
4 nicht gestartet
5 nicht gestartet
6 nicht gestartet

### Nur in der Meldeliste
Hier finden sich Teams, Fahrer und Fahrzeuge, die ursprünglich für das Rennen gemeldet waren, aber aus den unterschiedlichsten Gründen daran nicht teilnahmen.
| Pos. | Klasse | Nr. | Team              | Fahrer                                | Chassis             |
| ---- | ------ | --- | ----------------- | ------------------------------------- | ------------------- |
| 82   | GTO    | 6   | C. C. Canada      | C. C. Canada Bob Christiansen         | Chevrolet Camaro    |
| 83   | GTU    | 10  |                   | Brian Goellnicht Louis McAlpine       | Ferrari Dino 246 GT |
| 84   | GTU    | 48  | C.A.C.I.          | Bob Bergstrom Bill Shaw Martin Palmer | Honda Civic         |
| 85   | GTU    | 98  | Edelweiss Porsche | Adrian Gang Jim Cook Michael Callas   | Porsche 914/6       |

### Klassensieger
| Klasse | Fahrer     | Fahrer         | Fahrzeug            | Platzierung im Gesamtklassement |
| ------ | ---------- | -------------- | ------------------- | ------------------------------- |
| GTO    | Al Holbert | Michael Keyser | Porsche Carrera RSR | Gesamtsieg                      |
| GTU    | Dave White | David McClain  | Porsche 911S        | Rang 9                          |

### Renndaten
- Gemeldet: 85
- Gestartet: 75
- Gewertet: 34
- Rennklassen: 2
- Zuschauer: 25000
- Wetter am Renntag: wolkig und trocken
- Streckenlänge: 8,369 km
- Fahrzeit des Siegerteams: 12:00:02,023 Stunden
- Gesamtrunden des Siegerteams: 230
- Gesamtdistanz des Siegerteams: 1924,775 km
- Siegerschnitt: 160,390 km/h
- Pole Position: John Greenwood – Chevrolet Corvette (#76) 2:47,937 – 179,394 km/h
- Schnellste Rennrunde: John Greenwood – Chevrolet Corvette (#76) 2:50,713 – 176,477 km/h
- Rennserie: 2. Lauf zur IMSA-GT-Serie 1976